# Закон об охране труда
Закон об охране труда — главный федеральный закон, регулирующий вопросы в области техники безопасности и охраны труда в частном секторе экономики и в государственных организациях в США. Он был принят Конгрессом в 1970 году, и подписан президентом Никсоном 29 декабря 1970 года. Главной целью, для достижения которой принимался закон, было обеспечение работающих безопасными и здоровыми условиями труда — так, чтобы они не подвергались воздействию известных сейчас вредных факторов (токсичные химические вещества, чрезмерно сильный шум, высокие и низкие температуры воздуха, воздействию опасных и вредных механических факторов (mechanical dangers) и не работали в антисанитарных условиях.
Этот закон находится в кодексе законов США в разделе 29 CFR 15. — Охрана труда (Occupational Safety and Health).

## История федерального законодательства США, регулирующего вопросы охраны труда
До момента создания Управления по охране труда OSHA федеральное правительство не прилагало значительных усилий для обеспечения безопасности работающих. Американская система массового производства стимулировала использование механического оборудования, но ничего не делала для охраны труда. Для большинства работодателей было дешевле заменить погибшего или травмированного рабочего, чем улучшить условия труда. Административное законодательство давало мало возможностей выжившим и травмированным рабочим получить компенсацию. После гражданской войны произошло некоторое улучшение — были созданы комиссии по железным дорогам и заводам; стали применяться новые технологии (железнодорожные тормоза с пневмоприводом); страхование жизни стало доступнее. Но в целом эффект от этих улучшений был минимален.
Первый федеральный закон, охватывавший охрану труда, был принят в период прогрессивизма. В 1893г Конгресс принял закон (Railroad Safety Appliance Act) — первый федеральный закон, требовавший использования средств обеспечения безопасности на рабочих местах. Но этот закон относился только к железнодорожному оборудованию. В 1910г, реагируя на серию
взрывов и обвалов в шахтах, Конгресс учредил Горное бюро (United States Bureau of Mines USBM) — для проведения исследований в области обеспечения безопасности на шахтах. Но Горное Бюро не имело полномочий разрабатывать нормативные документы, регулирующие охрану труда на шахтах. (Под воздействием) профсоюзов (администрации) многих штатов также приняла законы о компенсациях (пострадавшим) рабочим, что стимулировало работодателей создавать более безопасные условия труда. Эти законы, растущее влияние профсоюзов, и возмущение общественности плохими условиями труда привели к значительному снижению числа несчастных случаев.
Во время Второй мировой войны в США значительно увеличился выпуск промышленной продукции, и достижение победы в войне было важнее охраны труда в большинстве случаев. Большинство профсоюзов в условиях инфляции беспокоились главным образом о зарплате, а не об обеспечении безопасных и здоровых условий труда. Но число несчастных случаев после окончания войны оставалось высоким, и начало возрастать. За два года, предшествовавших созданию Управления, из-за воздействия вредных и опасных производственных факторов каждый год умирало 14 000 рабочих, и у 2 млн возникали профессиональные заболевания, или травмы То есть, ещё до принятия Закона, направленного на эффективную профилактику несчастных случаев и профзаболеваний, в США уже достаточно хорошо регистрировали проблемы, связанные с плохими условиями труда — что трудно сказать о РФ. Кроме того, интенсивное развитие химической промышленности привело к широкомасштабному использованию новых химических веществ. Влияние этих веществ на здоровье было плохо изучено, и рабочие были плохо защищены и от длительного, и от сильного воздействия. Хотя некоторые штаты (например — Калифорния и Нью-Йорк) принимали законы, регулировавшие вопросы техники безопасности и охраны труда, но большинство штатов не изменило свои законы в этой области с начала века.

## Принятие Закона
В середине 1960-х увеличение беспокойства, связанное с загрязнением окружающей среды химическими веществами, привело к развитию мощного политического движения за защиту окружающей среды. Некоторые профсоюзные лидеры использовали растущее общественное беспокойство в отношении воздействия химических веществ на природу заявляя, что влияние этих химикатов на здоровье рабочих гораздо сильнее и хуже, чем слабое воздействие на растительность и диких животных.
23 января 1968 года президент Линдон Джонсон направил подробный билль (законопроект) о технике безопасности и охране труда в Конгресс. Вслед за Торговой палатой США и Национальной ассоциацией промышленников, предприниматели выступили против него. Многие профсоюзные лидеры, включая Американской Федерации Труда АФТ, не стали бороться за принятие закона — заявив, что рабочие слабо заинтересованы в его принятии — и он не был принят.
14 апреля 1969 года президент Никсон направил в Конгресс два билля, которые также были направлены на защиту здоровья рабочих и их безопасности. Эти документы содержали меньше предписаний, чем билль Джонсона, и (их) требования к охране труда были скорее рекомендательными, чем обязательными для выполнения. Но член палаты представителей конгресса Джеймс О’Хара и сенатор Гаррисон Уильямс предложили билль с более жёсткими требованиями — схожий с биллем Джонсона год назад.
Предлагалось также сформулировать требования к работодателю общего характера (General Duty Clause), и создать контролирующий орган. В условиях, когда законопроект Демократической партии содержал более строгие требования, и получил поддержку в обоих палатах парламента, и был (на этот раз) поддержан профсоюзами, Республиканская партия предложила аналогичный по назначению билль. После того, как был найден компромисс, полученный новый закон учреждал создание двух независимых организаций — научно-исследовательской (NIOSH), и отвечавшей за разработку законодательства по охране труда и технике безопасности, а также за контроль за его соблюдением (OSHA). Этот билль также давал право Министерству труда участвовать в судебных процессах (от лица) органов исполнительной власти (как и предусматривал законопроект Демократической партии). В ноябре палата представителей одобрила компромиссный законопроект Республиканской партии, а Сенат — более строгий законопроект Демократической партии (который теперь включал требования к работодателю общего характера.
Комитет парламента, ответственный за разрешение противоречий и достижение согласия conference committee обсудил окончательный вариант законопроекта в начале декабря 1970 г. Профсоюзные лидеры побуждали членов комитета дать право разработки стандартов по охране труда и технике безопасности Министерству труда, а не независимой организации. В свою очередь профсоюзы согласились на то, что независимый надзорный орган будет иметь право вето на действия по выполнению требований (законодательства по охране труда). Профсоюзы также согласились с отменой полномочий, позволявших Министерству труда останавливать работу предприятий или производственных линий, если их работа создавала непосредственную угрозу (для жизни и здоровья рабочих). Вместо предложения Республиканской партии учредить независимую исследовательскую организацию, демократы добились включения в закон требований к работодателю общего характера по соззданию безопасных и здоровых условий труда, и того, что представитель профсоюза имеет право сопровождать федерального (государственного) инспектора во время проверки. 17 декабря 1970г согласованный итоговый документ был принят обоими палатами, и 29 декабря 1970г подписан президентом Никсоном.
Закон вступил в силу 28 апреля 1971г — сейчас это Всемирный день охраны труда, и его отмечают американские профсоюзы.
Закон был принят через 3 месяца после смерти специалиста по профессиональным заболеваниям Алисы Гамильтон, и его появление в значительной степени вызвано её работой в области гигиены труда в течение нескольких десятилетий.

## Описание
Принимая закон, Конгресс заявлял о своём желании обеспечить, насколько это возможно, всех работающих мужчин и женщин, безопасными и здоровыми условиями труда, и сохранить людские ресурсы нации.
Закон учреждал Управление по охране труда (в составе Министерства труда). Управление получило полномочия разрабатывать нормативные документы по охране руда и технике безопасности, и контролировать их выполнение. Также Закон учреждал независимую комиссию Occupational Safety and Health Review Commission для проверки и решения спорных вопросов, возникающих при действиях инспекторов Управления по охране труда, когда те принимают меры в отношении работодателей-нарушителей.
Также закон учреждал Национальный институт охраны труда (NIOSH) — независимый исследовательский институт, входивший в состав Центров по сдерживанию заболеваний CDC (в Министерстве здравоохранения).
Закон определял работодателя как «любого человека, занятого коммерцией (бизнес), у которого есть наёмные рабочие» — но не включил в число работодателей правительство, штаты или политические подразделения штатов. Закон применялся в отношении к производственным предприятиям, строительным компаниям, юридическим фирмам, медицинским учреждениям, юридическим фирмам, благотворительным организациям, частным школам и профсоюзам.
Если церковные или религиозные организации нанимали людей для не-религиозной работы, то они охватывались Законом. Закон не охватывал само-занятых предпринимателей, семейные фермерские хозяйства и тех рабочих, чьи рабочие места охватывались другими федеральными законами (например — добыча полезных ископаемых или производство ядерного оружия, железнодорожный транспорт и авиаперевозки). Закон охватывал федеральные государственные органы США и почту.
В разделе 5 закона находятся требования к работодателю общего характера. Работодатель обязан:
1. Создавать и поддерживать такие условия и порядок выполнения работы, которые необходимы и приемлемы для защиты сотрудников на их рабочих местах.
2. Знать и выполнять требования стандартов по охране труда, относящихся к выполняемой работе.
3. Обеспечить рабочих СИЗ и контролировать их применение — если это требуется для обеспечения безопасности и сохранения здоровья. Нормативные документы, разработанные Управлением, также могли быть обязательными для выполнения работодателем[20].

Управление разработало критерии, позволявшие определить — когда Управление может действовать в соответствии с этими требованиями. Критерии (обязательности для выполнения):
- Должен быть опасный или вредный производственный фактор;
- Вредность и/или опасность должны быть известные, то есть — или работодатель должен знать о ней, или она должна быть очевидна, или должно быть известно о её наличии в имеющихся производственных условиях;
- Имеющиеся вредные и/или опасные производственные факторы могут, или же с какой то вероятностью могут стать причиной смерти или серьёзного повреждения здоровья;
- Вредные или опасные производственные факторы должны быть устранимы или ослабляемы (корректируемы). Управление признало, что не все такие факторы устранимы.

Хотя теоретически это было мощным средством борьбы с вредными и опасными производственными факторами (Workplace hazards), получить выполнение всех критериев было трудно. Поэтому Управление занялось интенсивной законотворческой работой для выполнения тех задач, которые Закон поставил перед ним. Из-за проблем при разработке нормативных документов, которая проводилась в соответствии с федеральным законом, регулирующим порядок разработки государственными органами законопроектов, их предложения и принятия, Управление сосредоточилось на главных опасных механических и химических факторах, а не на методах работы. Разработанные стандарты по охране труда охватывают сейчас: токсичные химические вещества, вредные физические факторы, электробезопасность, падение с высоты, опасные загрязнения (отходы), инфекционные заболевания, взрыво- и пожаро-опасность, опасную атмосферу, опасности создаваемые машинами, работу в замкнутом/ограниченном пространстве, опасность при рытье траншей и др.
В 8 разделе Закона содержатся требования к информированию (reporting requirements). Все работодатели обязаны в течение 8 часов сообщить в Управление о смерти рабочего из-за несчастного случая, связанного с выполнением работы; или если три и более рабочих были госпитализированы в результате несчастного случая. Кроме этого, работодатель должен сообщать Управлению о всех случаях смерти от сердечных приступов, если они происходили на работе. Раздел 8 давал полномочия инспекторам Управления входить, проверять и проводить исследования в (обычное) рабочее время все рабочие места, которые охватывал Закон. Работодатель также обязан информировать рабочих об опасных и вредных факторах на его рабочем месте. Управление требует от работодателя регистрировать и хранить записи обо всех не-потребительских (тех, которые не являются конечными в технологическом процессе) химических веществах, используемых в процессе производства. Для предотвращения вредного воздействия на рабочих должны быть вывешены и доступны паспорта безопасности химической продукции. Управление также требует от работодателя сообщать о всех несчастных случаях и профзаболеваниях, требующих оказания медицинской помощи (отличающейся от первой помощи) в соответствии с формой 300 Управления OSHA Form 300, «Log of Work-Related Injuries and Illnesses» (известна как «OSHA Log» или «Form 300»). Требуется подавать ежегодный статистический отчёт, он должен вывешиваться в доступном месте в течение трёх месяцев, а записи должны храниться не менее 5 лет.
Раздел 11(с) Закона запрещает работодателю увольнять, мстить/(предъявлять встречные обвинения или дискриминировать любого своего рабочего, который обратился с жалобой на нарушение требований Закона. Это включало жалобу в Управление; требование прислать инспектора для проведения проверки; участие в проверке, проводимой инспектором Управления; а также участие или дачи показаний в ходе любого судебного разбирательства, связанного с проверкой, проведённой инспекторами Управления.
Раздел 18 закона даёт право штатам и поощряет их разрабатывать свои собственные планы в области охраны труда — так, чтобы они были не менее эффективными, чем федеральные законы (в отношении обеспечения безопасных и здоровых условий работы — по сравнению с требованиями федерального законодательства. Те штаты, у которых были свои планы, зазывали «штатами OSH» — «OSHA States.». К 2007г 22 штата и территории использовали свои планы, а ещё 4 штата использовали планы, охватывавшие только частный сектор.